# Sungai Sagu
Sungai Sagu is een bestuurslaag in het regentschap Indragiri Hulu van de provincie Riau, Indonesië. Sungai Sagu telt 2642 inwoners (volkstelling 2010).